# Synagoga Kopela Koplowicza w Łodzi
Synagoga Kopela Koplowicza w Łodzi – prywatny dom modlitwy znajdujący się w Łodzi przy ulicy Drewnowskiej 11.
Synagoga została zbudowana w 1898 roku z inicjatywy Kopela Koplowicza. Podczas II wojny światowej hitlerowcy zdewastowali synagogę.